# Helene Böhlau

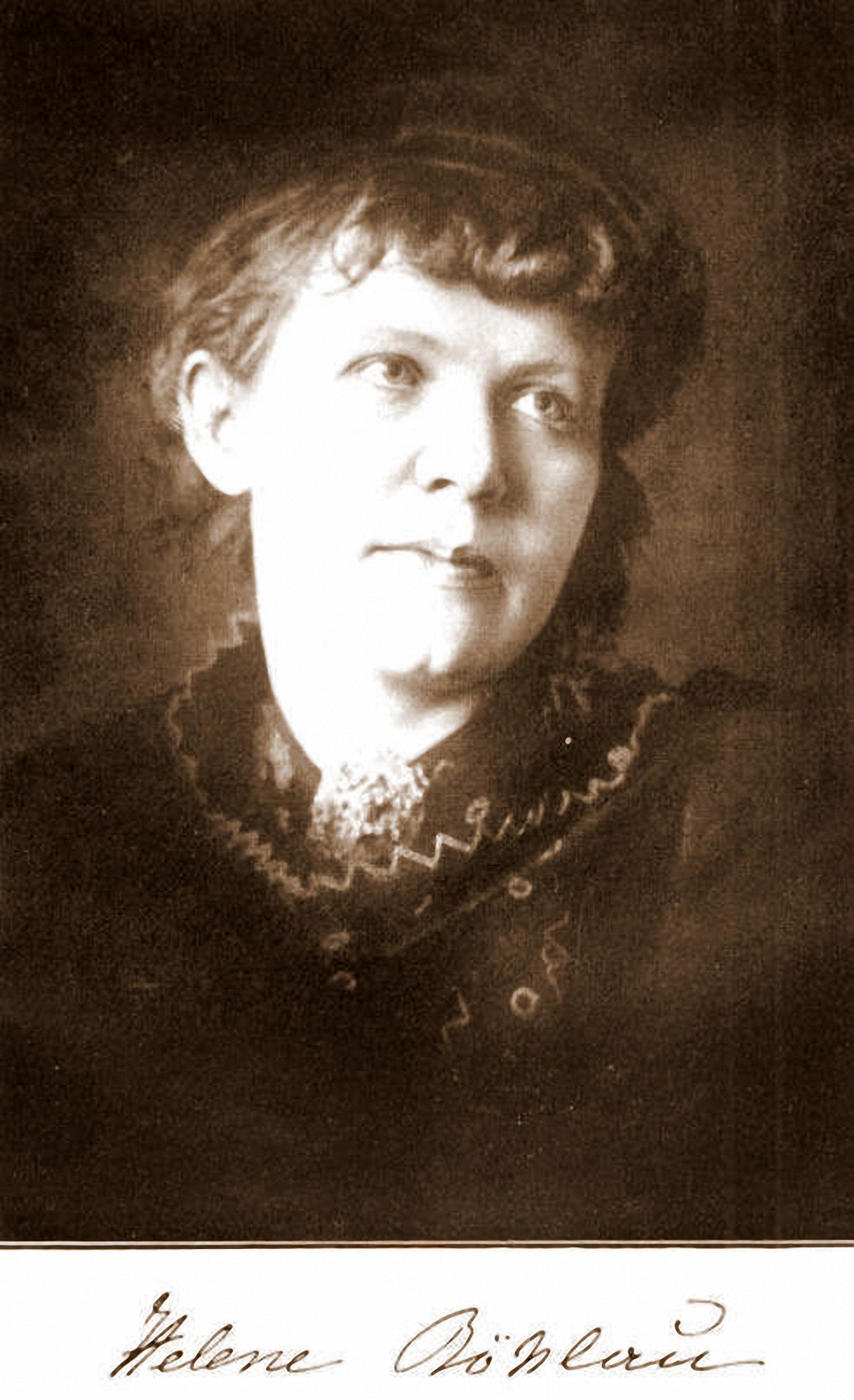
Helene Böhlau um 1890

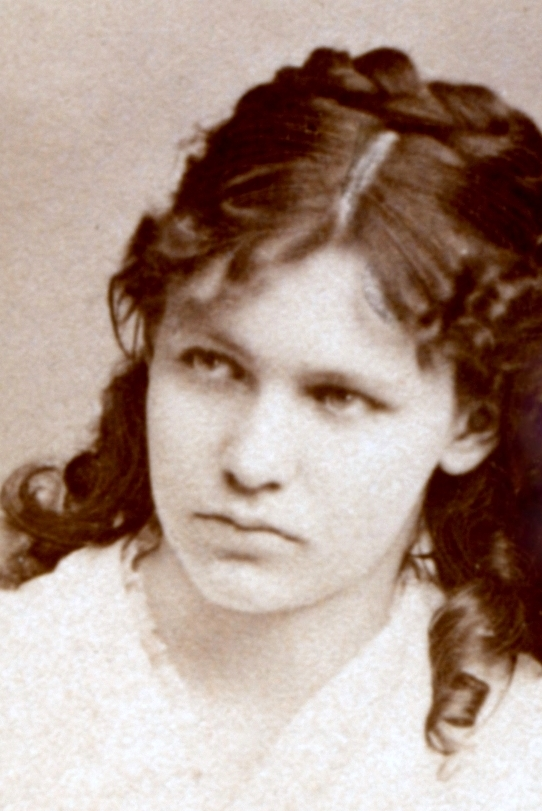
Helene Böhlau, 1878

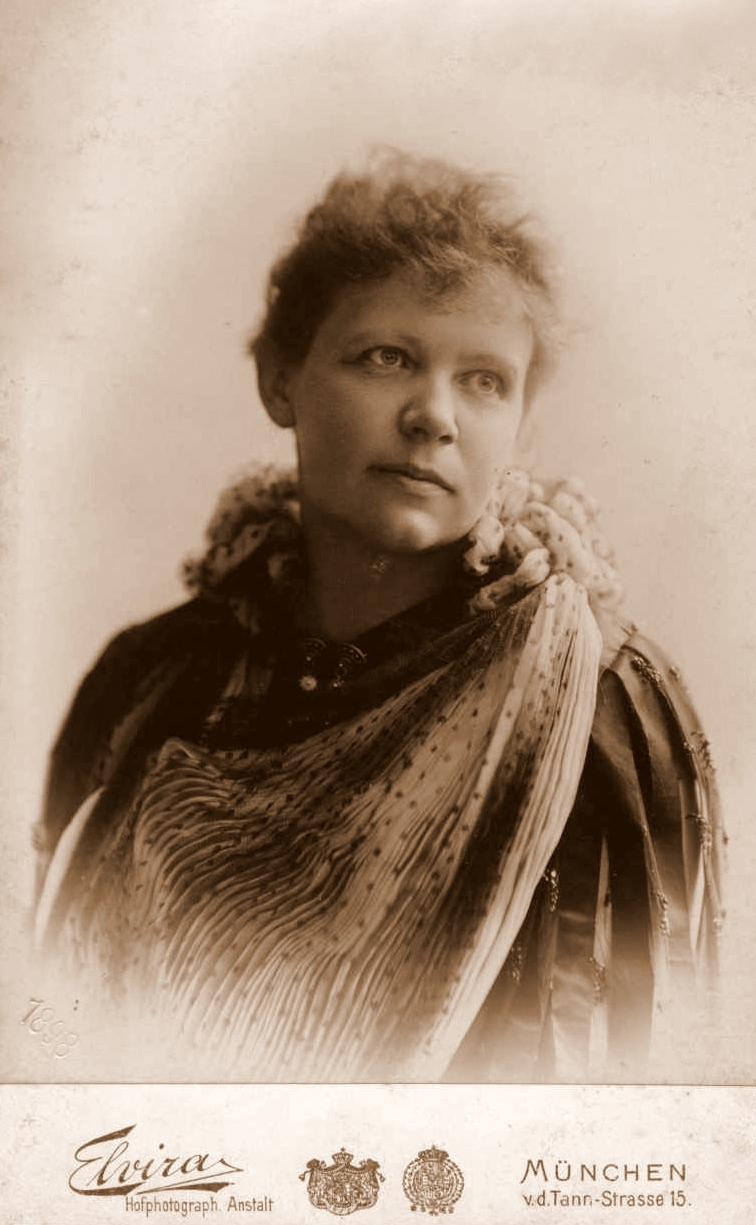
Helene Böhlau in ihrer Münchener Zeit, 1890

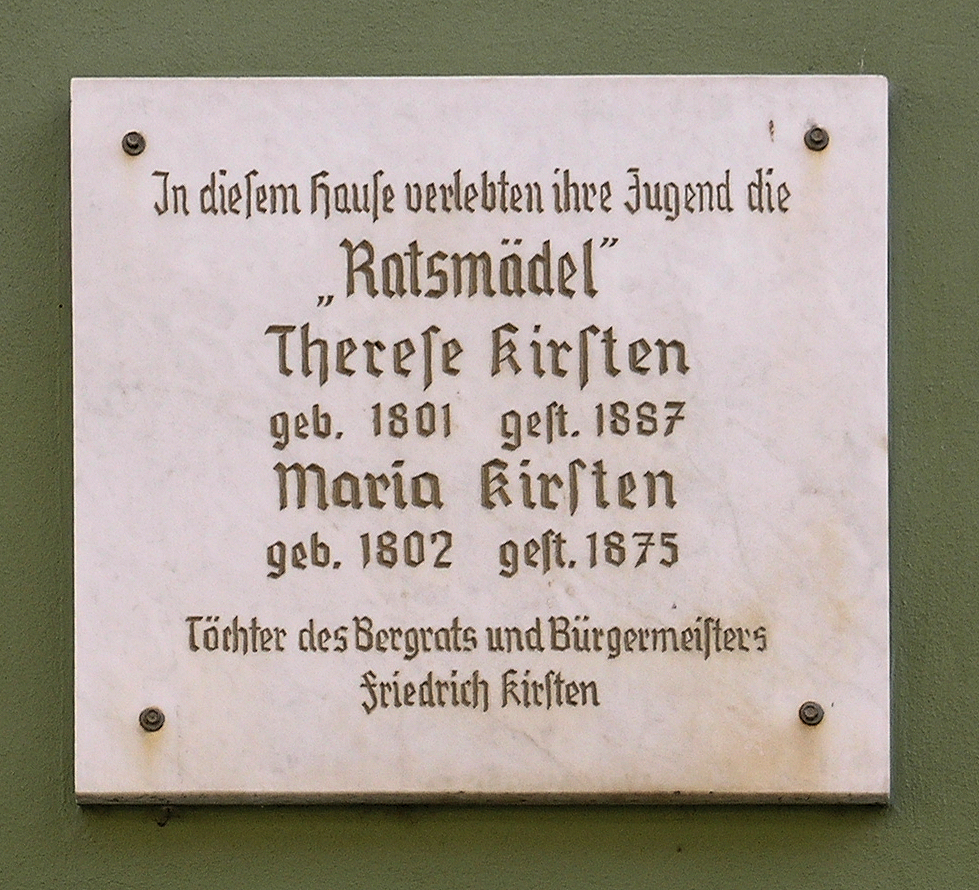
Durch Helene Böhlaus Romanserie Ratsmädelgeschichten wurden die Töchter des Weimarer Bürgermeisters Friedrich Kirsten in ganz Deutschland bekannt. Bei der genannten Therese Kirsten handelt es sich mütterlicherseits um Helenes Großmutter, die 1821 den Geheimen Legationsrat Ottokar Thon heiratete. Gedenktafel am Haus Windischenstraße 13 in Weimar

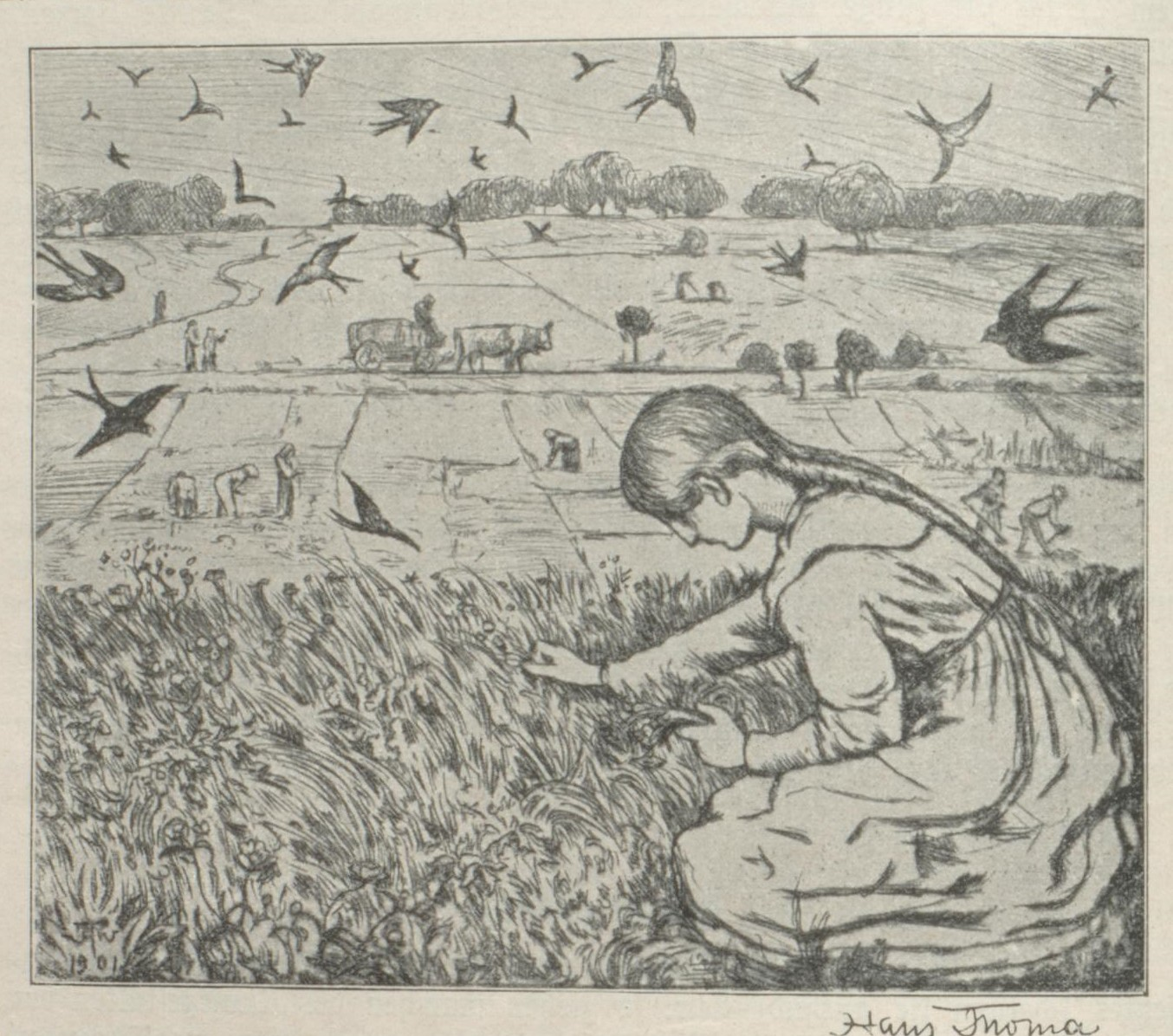
Hans Thoma: Zeichnung zu Sommerbuch, 1903

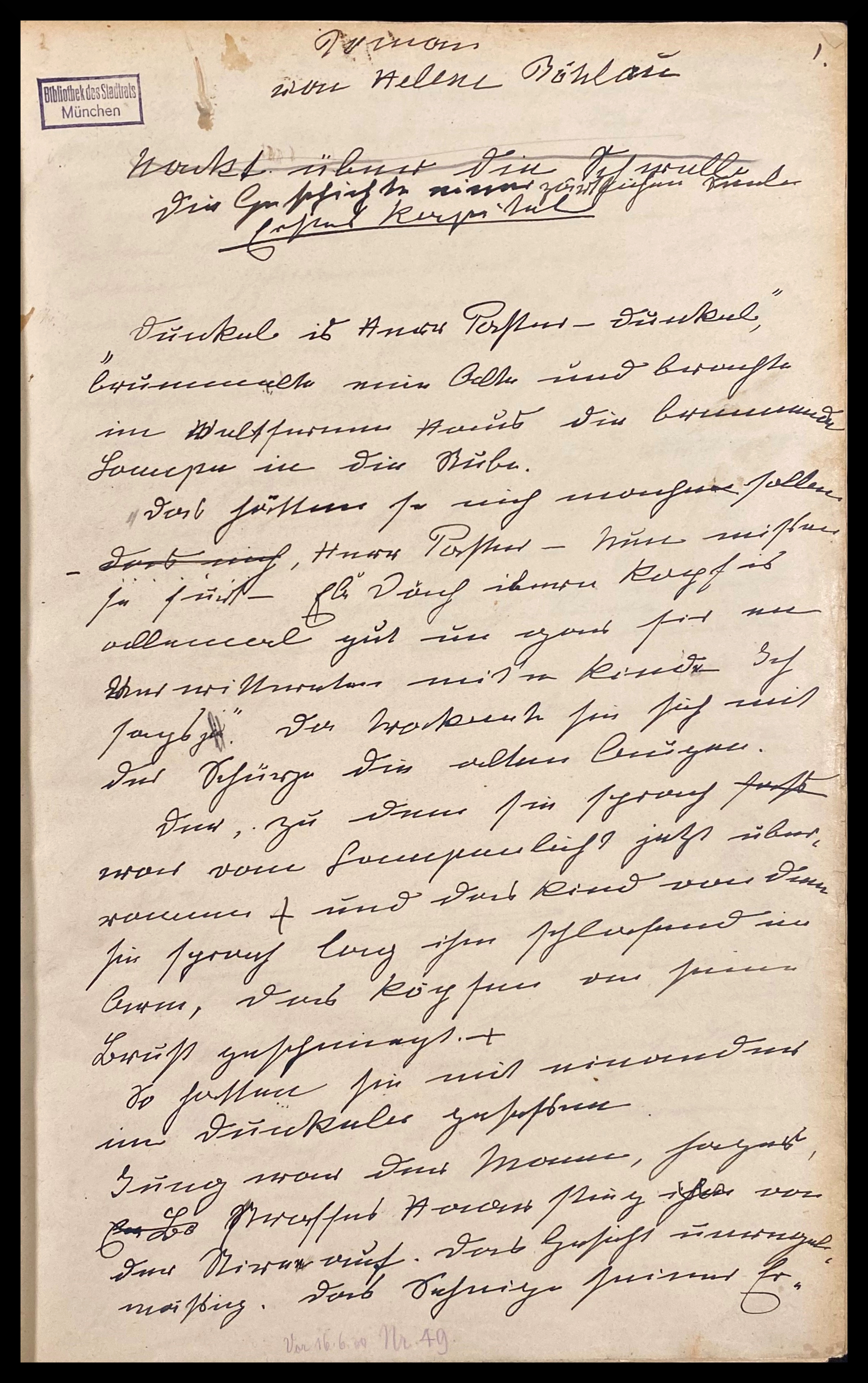
Erste Seite des Manuskripts: Die Geschichte einer zärtlichen Seele

Helene Böhlau, verh. al Raschid Bey (* 22. November 1856 in Weimar; † 26. März 1940 in Augsburg), war eine deutsche Schriftstellerin und Vorkämpferin für Frauenrechte.

## Leben
Helene Böhlau war die älteste Tochter des Weimarer Verlagsbuchhändlers Hermann Böhlau (1826–1900) und dessen Frau Therese geb. Thon (1831–1911). Sie genoss eine sorgfältige Privaterziehung. Etwa 1873 lernte sie in Weimar den Architekten und Privatgelehrten Friedrich Arnd kennen; später entwickelte sich daraus eine außereheliche Beziehung. Um Helene neben seiner ersten als zweite Frau heiraten zu können, konvertierte der evangelische Arnd zum Islam und nannte sich fortan Omar al Raschid Bey. Helenes Vater verbot ihr daraufhin das Haus.
Nach der Hochzeit 1886 lebte das Ehepaar ein Jahr lang in Konstantinopel, dann – nach der Scheidung Friedrich Arnds von seiner ersten Frau – in München. Helene Böhlau veröffentlichte weiterhin unter ihrem Geburtsnamen, manchmal mit dem Zusatz „Frau al Raschid Bey“. In der Mitgliederliste des Münchner Vereins für Fraueninteressen wird sie 1897 als „Frau Al Raschid Böhlau“ aufgeführt. Zu ihrem Freundeskreis gehörte auch die Schriftstellerin und Kunstkritikerin Anna Spier, Ehefrau des Politikers und Privatgelehrten Samuel Spier, der Böhlau 1903 im Gedenken an „Unsere grünen Sommer!“ ihr Sommerbuch Altweimarische Geschichten widmete. Auch den Roman Halbtier! widmete sie Anna Spier. Nach dem Tod ihres Ehemannes im Jahre 1911 wohnte Helene Böhlau in Ingolstadt, München, Widdersberg und Augsburg. Ihr 1895 geborener Sohn Omar al Raschid Bey, später Hermann Ottokar Böhlau genannt, bildete 1915 als Gefreiter in München Rekruten aus, darunter Victor Klemperer; nach seinem Studium arbeitete er als Arzt.
Helene Böhlau starb am 26. März 1940 im Krankenhaus in Augsburg und fand ihre letzte Ruhestätte auf dem Friedhof in Widdersberg in dem an der Kirche gelegenen Familiengrab (Inschrift „Helene Böhlau al Raschid Bey“).

## Leistungen
Helene Böhlau gehörte zu den bedeutendsten Schriftstellerinnen ihrer Zeit. Der Literaturkritiker Max Lesser nannte sie 1901 gemeinsam mit Gerhart Hauptmann, Hugo von Hofmannsthal und Peter Altenberg die bedeutendste deutschsprachige Schriftstellerin der Gegenwart.
Ab 1882 veröffentlichte sie Novellen und Kurzgeschichten. Ihr erster Roman mit dem Titel Reines Herzens schuldig erschien 1888. Das Werk Helene Böhlaus umfasst sowohl ambitionierte Kunst- als auch Gebrauchsliteratur. Ihre frühen, vom Naturalismus beeinflussten feministischen Romane Der Rangierbahnhof (1896), Das Recht der Mutter (1896) und Halbtier! (1899) wurden von den Zeitgenossen beachtet und insgesamt positiv rezensiert (wenn auch gelegentlich ein Zug ins „zu“ Genialische, Absonderliche moniert wurde). Einem größeren Publikum war Helene Böhlau vor allem bekannt als Autorin der Ratsmädelgeschichten (1888; weitere Bände 1897, 1905 und 1923) und diverser Altweimarischer Geschichten (1897 ff.).
Beim 50. Jahrestag ihrer Gründung 1909 ehrte die Deutsche Schillerstiftung Böhlau zu Schillers Geburtstag durch eine Ehrengabe. Der Wiener Zweig der Schillerstiftung offerierte ihr 1915 zum Geburtstag der Marie von Ebner-Eschenbach den Ertrag ihres Eschenbach-Fonds.
Die Böhlaustraße in Weimar wurde im Januar 1935 nach ihr benannt.

## Werke (Auswahl)
Viele Erzählungen sind in Zeitschriften erschienen, bevor sie (manchmal leicht überarbeitet) in Buchform herauskamen, z. B. in Deutsche Rundschau, in Westermanns illustrierte deutsche Monats-Hefte, in Vom Fels zum Meer, in Die Gartenlaube. Umfassendes Schriftenverzeichnis bei Becker 1988, S. 170ff.
Viele Werke Böhlaus wurden mehrfach neu aufgelegt, oft in wechselnden Zusammenstellungen.
- Novellen. 1882. Digitalisat. (Neuausgabe unter dem Titel Salin Kaliske. 1902; Inhalt: Im Banne des Todes; Salin Kaliske; Maleen)
- Der schöne Valentin. Die alten Leutchen. Zwei Novellen. 1886.[12] Digitalisat.
- Reines Herzens schuldig. Roman. 1888. Digitalisat.
- Herzenswahn. Roman. 1888. Digitalisat.
- Rathsmädelgeschichten. 1888. Digitalisat.[13]
- Im Trosse der Kunst und andere Novellen. 1889. Digitalisat.
- In frischem Wasser. Roman in zwei Bänden. o. J. [1891.] Digitalisat Bd. 1; Digitalisat Bd. 2.
- Der Rangierbahnhof. Roman. 1896. Digitalisat. Neu hg. von Henriette Herwig, Turmhut, Mellrichstadt 2004, ISBN 3-936084-44-0.
- Das Recht der Mutter. Roman. 1896.
- Altweimarische Liebes- und Ehegeschichten. 1897. Digitalisat.
- Ratsmädel- und Altweimarische Geschichten. 1897. Digitalisat.
- Im alten Rödchen bei Weimar. Das ehrbußliche Weibchen. Zwei Novellen. 1897.[14]
- Verspielte Leute. Roman. 1898. Digitalisat.
- Schlimme Flitterwochen. Novellen. 1898. (3. Aufl. 1907 Digitalisat)
- Das Brüller Lager. Roman. 1898.
- Halbtier! Roman. 1899. (Aufl. 1903: Digitalisat) Neu hg. von Henriette Herwig, Turmhut, Mellrichstadt 2004, ISBN 3-936084-42-4.
- Philister über dir! Schauspiel. 1900.
- Sommerbuch. Altweimarische Geschichten. 1903. Digitalisat.
- Die Kristallkugel. Eine Altweimarische Geschichte. 1903.[15]
- Sommerseele. Muttersehnsucht. Zwei Novellen. 1904.[16]
- Die Ratsmädchen laufen einem Herzog in die Arme. 1905
- Das Haus zur Flamm’. Roman. 1907.[17]
- Kußwirkungen. Erzählungen. 1907. (Auszug aus: Ratsmädel- und Altweimarische Geschichten)
- Das seidene Nest. Novelle. In: März. Halbmonatsschrift für deutsche Kultur. 4. Jg. 1910, 3. Band, S. 369–378 und S. 449–459.
- Isebies. Die Geschichte eines Lebens. Roman. 1911.[18] Digitalisat.
- Das Vorwort zum: „Hohe Ziel der Erkenntnis“. In: März. Eine Wochenschrift. 6. Jg. 1912, 2. Band, S. 95–98.
- Gudrun. 1914. Digitalisat.
- Der gewürzige Hund. Roman. 1916. Digitalisat.
- Ein dummer Streich. 1919.
- Im Garten der Frau Maria Strom. Roman. 1922. Digitalisat.
- Die Ratsmädel gehen einem Spuk zu Leibe. Erzählungen. 1923. (Auszug aus: Ratsmädel- und Altweimarische Geschichten)
- Die leichtsinnige Eheliebste. Ein Liebeswirrwarr. Roman. 1925.[19]
- Die kleine Goethemutter. Roman. 1928.
- Kristine. Roman. 1929.[20]
- Eine zärtliche Seele. Roman. 1930.
- Wie die Enkelin der Ratsmädel zum Blaustrumpf wurde, in: Ratsmädel- und Altweimarische Geschichten. Altweimarische Liebes- und Ehegeschichten. Deutsche Buchgemeinschaft o. J., ca. 1930, S. 128–166; zuerst in Ratsmädel- und Altweimarische Geschichten, 1897 (S. 122–159, Digitalisat), 1899.[21]
- Föhn. Roman. 1931.
- Spuk in Alt-Weimar. Erzählungen. 1935. (Auszug aus: Ratsmädel- und Altweimarische Geschichten)
- Die drei Herrinnen. Roman. 1937.
- Goldvogel. Erzählungen. 1939.
- Jugend zu Goethes Zeit. 1939.[22]

Werkausgaben
- Gesammelte Werke. Berlin 1915. Band 1; Band 2; Band 3; Band 4; Band 5; Band 6.
- Gesammelte Werke. Erste Abteilung. Die Erzählungen aus Altweimar in vier Bänden. Weimar [1927].
- Gesammelte Werke. Zweite Abteilung. Romane und Novellen in fünf Bänden. Weimar [1929]. (Band 3 stimmt überein mit Band 4 von 1915.)

Autobiographie
- Al Raschid Bey, Frau Helene, verw., geb. Böhlau. In: Geistiges und Künstlerisches München in Selbstbiographien. Hrsg. W. Zils-München. München 1913, S. 6–8.

## Nachlass
Der schriftliche Nachlass von Helene Böhlau liegt auf verschiedene Archive aufgeteilt vor. Der Hauptnachlass liegt im Goethe- und-Schiller-Archiv Weimar im sogenannten Bestand Wolff-Zwierlein-Ridel, ein weiterer Nachlassteil befindet sich im Literaturarchiv der Monacensia in München.